# 善水寺

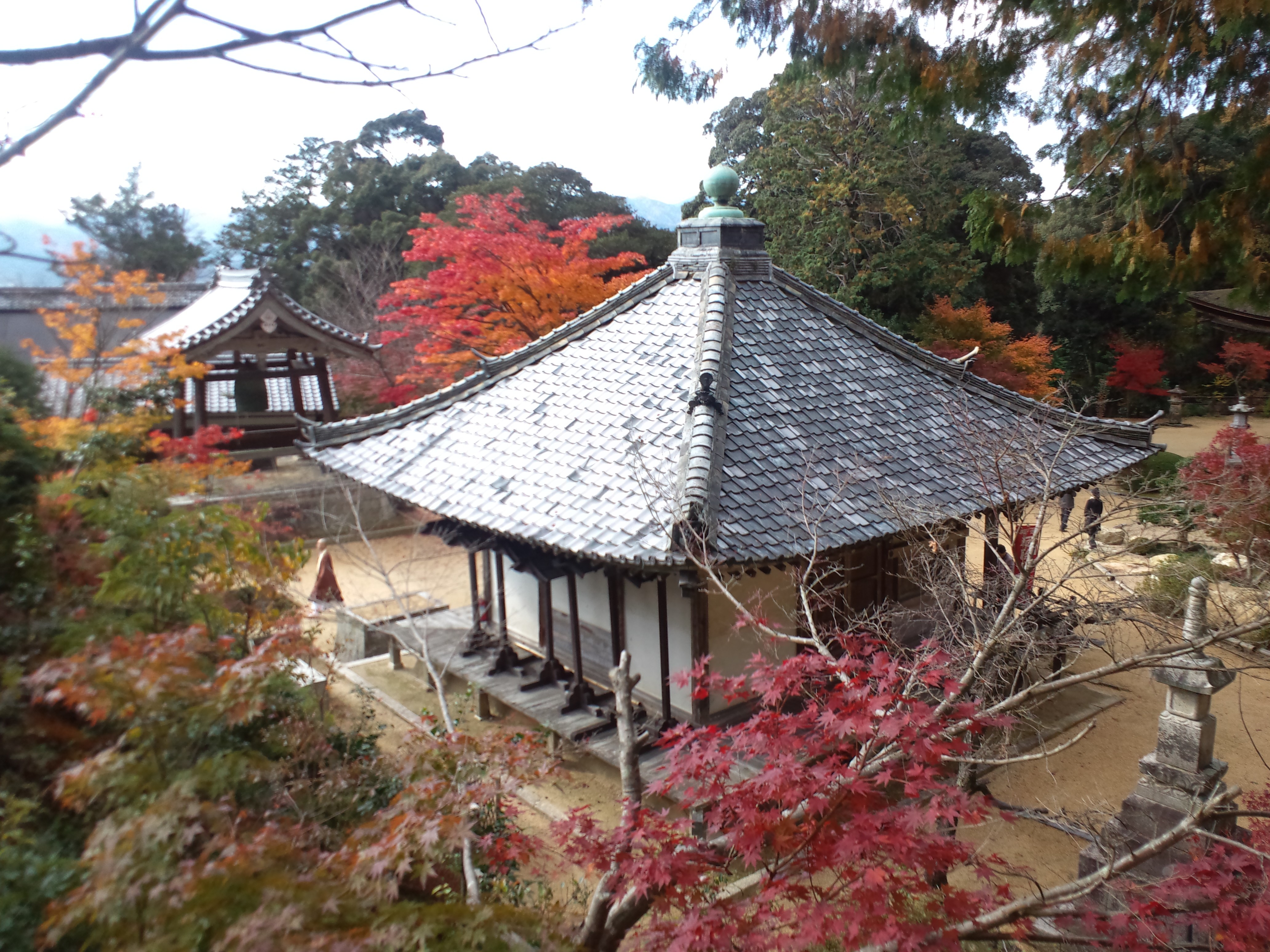
善水寺 元三大師堂

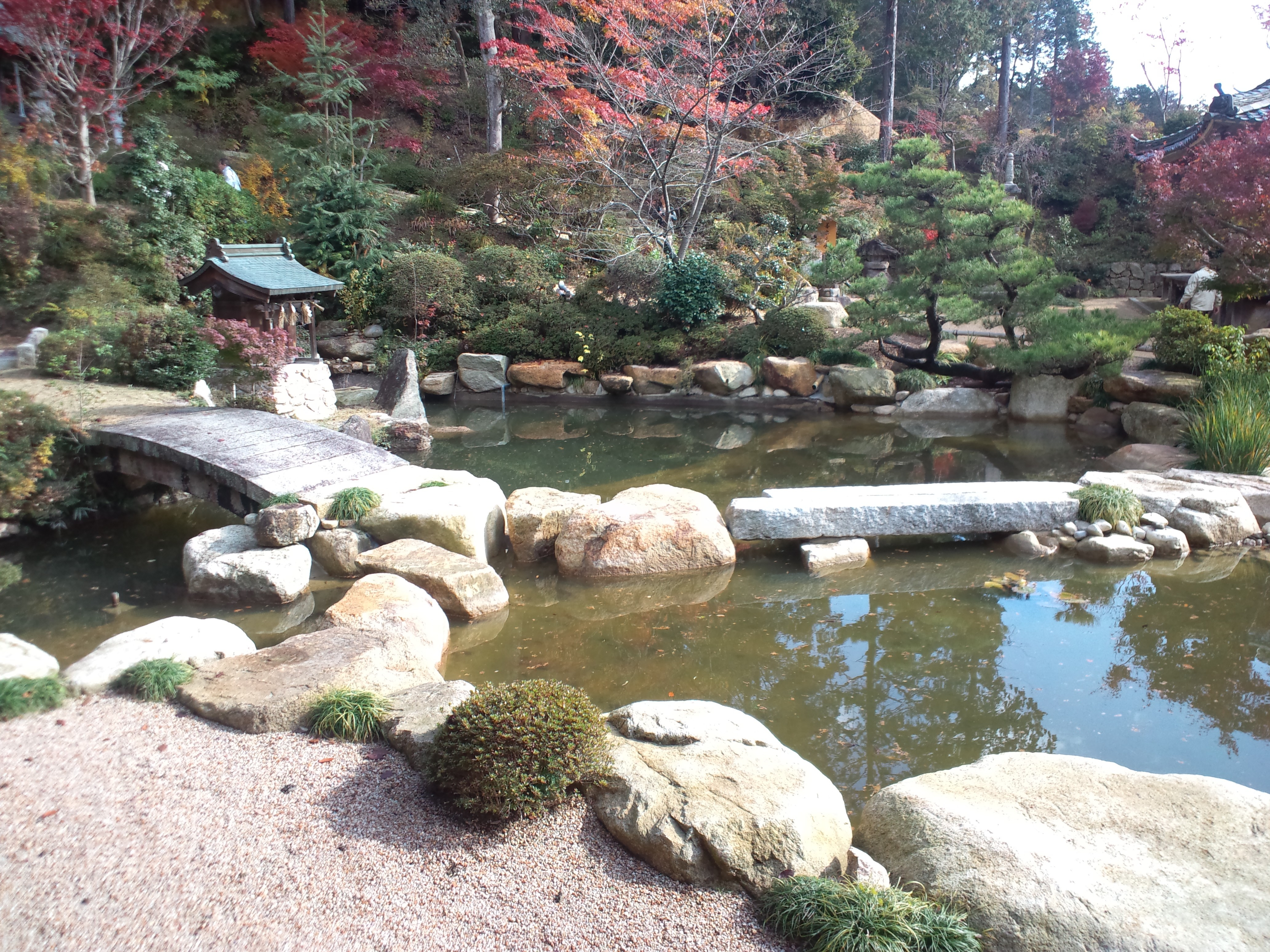
善水寺 庭園

善水寺（ぜんすいじ）は、滋賀県湖南市岩根にある天台宗の寺院。山号は岩根山（いわねさん）。本尊は薬師如来。
常楽寺、長寿寺とともに湖南三山の1つに数えられる。

## 歴史
中世以前の沿革はあまり明らかでないが、伝承では奈良時代の和銅年間（708年 – 715年）に元明天皇が国家鎮護の道場として建立し、和銅寺と称したという。
その後、平安時代の初期に最澄が入山して池から出てきた薬師如来を本尊として請雨の祈祷をし、天台寺院に改めた上で延暦寺の別院諸堂を建立したという。
桓武天皇が病気になった際、最澄が法力により当寺の霊水を献上したところ、たちどころに回復した。これによって天皇から岩根山善水寺の寺号を賜ったという。
その後に境内は広げられ、本堂のある地を中尾、清涼山を東尾、岩根山を西尾といい、塔頭が計26ヵ坊存在していた。なかでも岩根山は善覚院、中之坊、角之坊、岩蔵坊、持蓮坊、宝泉坊、角心坊、善明坊、浄心坊、大門坊、宝乗坊、実蔵坊の十二坊があった。これにより岩根山は十二坊山とも呼ばれた。
1953年（昭和28年）に大雨により仁王門が流失した。

## 境内
- 本堂（国宝） - 南北朝時代の建立。近世の地誌類には貞治3年（1364年）または同5年（1366年）の建立とあり、様式的にもその頃のものと思われる。木造入母屋造檜皮葺、桁行（正面）7間、梁間（側面）5間の天台密教仏堂である（「間」は長さの単位ではなく柱間の数を意味する建築用語）。
- 鐘楼
- 元三大師堂
- 庭園
- 百伝弁才天
- 善水元水 - 桓武天皇の病を治したとされる水。汲むことができる。
- 六所権現社 - 祭神：伊勢、春日、八幡、賀茂、熱田、鹿島の神を祀る。鎮守社。
- 行者堂 - 1876年（明治9年）に飯道寺岩本院行者堂を現在地に移す。
- 庫裏
- 観音堂 - 元禄9年（1696年）に東尾観音堂を現在地である中尾岩蔵院の跡地に移築する。
- 地蔵堂

## 文化財

### 国宝
- 本堂 附：厨子 1基

### 重要文化財
- 木造薬師如来坐像 - 当寺の秘仏本尊で、本堂中央の厨子に安置する。像内納入品の文書から正暦4年（993年）の造像とわかる。2005年 - 2006年に京都国立博物館および東京国立博物館で開催された特別展「最澄と天台の国宝」に出展し公開された。
- 木造梵天・帝釈天立像
- 木造兜跋毘沙門天立像
- 木造持国天・増長天立像 - 鎌倉時代の造像。
- 木造四天王立像 4躯
- 木造不動明王坐像
- 木造僧形文殊坐像
- 金銅誕生釈迦仏立像 - 鋳銅・鍍金、肉髻相。耳朶環状として、左右に極めて小さい貫通孔がある。上半身が後ろに傾いているが、これは偶然ではなく当初から意図していたと見られる。像高23.2cm、右手指先から足ほぞ先までは28cmで、これは東大寺にある誕生仏に次ぐ大きさで、完成度もこれに次ぐ。そのため本像は、造東大寺司に関わる工房による造像で、天平宝字6年（762年）4月に石山寺の灌仏会で用いられたか可能性が指摘されている[4]。
- 木造金剛二力士立像 2躯

### 滋賀県指定有形文化財
- 銅造阿弥陀如来立像 - 元久3年（1206年）に作られた善光寺如来像。

### 湖南市指定有形文化財
- 聖観世音菩薩像 - 観音堂に安置されている丈六仏。
- 十二神将 - 文永9年（1272年）の造像。

## 前後の札所
西国薬師四十九霊場
46 桑実寺　-　47 善水寺　-　48 園城寺別所水観寺
甲賀西国三十三所
20 妙感寺　-　21 善水寺　-　22 大岡寺
びわ湖百八霊場
92 南照寺　-　93 善水寺　-　94 正福寺　

## 拝観情報
- 開門時間 - 9時から16時
- 拝観料 - 600円

## 所在地
〒520-3252 滋賀県湖南市岩根3518

## 交通アクセス
- JR草津線 甲西駅下車 バス11分 岩根バス停下車 徒歩10分 車10分
- 名神竜王IC 20分

駐車場
普通車30台、大型車4台